# Ben Hull
Ben Hull (ur. 8 listopada 1972 w Hitchin) – angielski aktor telewizyjny i prezenter.

## Kariera
W 1994 debiutował w telewizji występując w odcinkach programów ITV Revelations i Oddział Dziecięcy (Children’s Ward). Stał się rozpoznawalny dzięki roli Lewisa Richardsona w brytyjskiej operze mydlanej Życie w Hollyoaks (Hollyoaks, 1995-2001) oraz jako pielęgniarz Adam Fearnley w operze mydlanej The Royal Today (2008). Wystąpił w trzydziestu odcinkach serialu BBC One Szpital Holby City (Holby City, 2009-2015).
Na planie opery mydlanej Channel 5 Sprawy rodzinne (Family Affairs) poznał swoją przyszłą żonę aktorkę Annę Acton.

## Filmografia
| Rok       | serial TV                                          | Rola               | Informacje                                                                          |
| --------- | -------------------------------------------------- | ------------------ | ----------------------------------------------------------------------------------- |
| 1994      | Revelations                                        | Nick               | 3 odcinki                                                                           |
| 1994      | Children’s Ward                                    | Martin             |                                                                                     |
| 1995      | Na sygnale (Casualty)                              | Nick Harvey        | odc.: Compensation                                                                  |
| 1995      | Coronation Street                                  | Mark Lacey         | 1 odcinek                                                                           |
| 1995-2001 | Życie w Hollyoaks (Hollyoaks)                      | Lewis Richardson   |                                                                                     |
| 2000      | Życie w Hollyoaks (Hollyoaks: Breaking Boundaries) | Lewis Richardson   | Lewis Richardson                                                                    |
| 2001      | Życie w Hollyoaks (Hollyoaks: Movin’ On)           | Lewis Richardson   | 16 odcinek                                                                          |
| 2002-2003 | Brookside                                          | Gary Parr          |                                                                                     |
| 2003-2004 | Na sygnale (Casualty)                              | Dale Charters      | 3 odcinki: I Got It Bad and That Ain’t Good Ahead of the Game Where There’s Life... |
| 2005      | Sprawy rodzinne (Family Affairs)                   | Adam Green         |                                                                                     |
| 2006      | Lekarze (Doctors)                                  | John Myson         | odc.: The Tick Tock Man                                                             |
| 2008      | The Royal Today                                    | Adam Fearnley      |                                                                                     |
| 2009      | Missing                                            | Sam Winter         | odc.: 1.5                                                                           |
| 2009      | Lekarze (Doctors)                                  | Pete Kingsland     | odc.: Sorrow’s Gift                                                                 |
| 2009      | Szpital Holby City (Holby City)                    | Greg Brady         | odc.: The Spirit Dancing                                                            |
| 2011      | Lekarze (Doctors)                                  | Charles Garland    | odc.: The Lonely Woman                                                              |
| 2011      | Little Crackers                                    | budowlaniec        | odc.: Barbara Windsor’s Little Cracker: My First Brassiere                          |
| 2012      | Miasteczko South Park (South Park)                 | Filmore (głos)     | odc.: A Nightmare on Facetime                                                       |
| 2013      | Miasteczko South Park (South Park)                 | Czarny Vamp (głos) | odc.: Goth Kids 3: Dawn of the Posers                                               |
| 2012-2016 | Szpital Holby City (Holby City)                    | Derwood Thompson   |                                                                                     |
| 2012-2016 | Crime Stories                                      | detektyw Ben Shaw  |                                                                                     |
| 2015      | Na sygnale (Casualty)                              | Derwood Thompson   | odc.: The Road not Taken                                                            |